# Peter Laigaard
 Der er for få eller ingen kildehenvisninger i denne artikel, hvilket er et problem. Du kan hjælpe ved at angive troværdige kilder til de påstande, som fremføres i artiklen.

Peter Laigaard (født 25. januar 1965 i Hersom) er en dansk tidligere håndboldspiller, træner og sportschef. Han er lektor og har desuden været byrådspolitiker for Venstre, Liberal Alliance, Det Konservative Folkeparti og siden juni 2025 for Socialdemokraterne.

## Baggrund
Peter Laigaard blev født i Hersom i 1965 som søn af Vagn Laigaard og Jenny Verner Pedersen, der også havde sønnen Niels. Familien drev landbrug og forpagtede det lokale forsamlingshus.
Peter Laigaard gik i Bjerregrav Skole indtil 7. klasse og derpå i Møldrup Skole i 8. og 9. klasse. På Viborg Katedralskole fik han i 1984 Studentereksamen, og han fortsatte på Aalborg Universitet hvor han blev cand.merc.jur. i 1989.
Laigaard arbejdede hos Shell i Norge indtil 1991 da han blev direktionsassistent for Bent Nielsen frem til 1994. Han blev i 1997 ansat på Frederikshavn Handelsskole.

## Sportslig karriere
Peter Laigaard har haft en betydelig karriere indenfor håndbold.
Han har spillet for Hobro IK, Viking Stavanger, Ikast FS og Aalborg KFUM.
I 1989 var han nummer tre på topscorelisten i Norges bedste række.
En knæskade satte en stopper for hans håndboldspil på eliteplan, men han fortsatte som spillende træner i det nordjyske, som ungdomstræner og som sportschef for Frederikshavn FOX.

## Politisk karriere
Ved kommunalvalget 2009 stillede Peter Laigaard op i Frederikshavn Kommune for partiet Venstre og blev valgt. På konstitueringsnatten forlod han partiet, da han ikke var enig i den konstitueringsaftale som blev indgået med Socialistisk Folkeparti. I 2010 stiftede han den første lokalafdeling af Liberal Alliance i Nordjyllands Storkreds og blev året efter partiets folketingskandidat i Nordjyllands Storkreds. Ved kommunalvalget i 2013 stillede han op for dette parti, men blev ikke valgt ind.

Den 22. oktober 2014 - 7. november var Laigaard stedfortræder for Thyra Frank i Folketinget for Liberal Alliance.
I 2021 blev han valgt ind i Frederikshavns kommunalbestyrelse for Det Konservative Folkeparti, men i 2024 meddelte partiet, at han ikke ville blive genopstillet ved det kommende kommunalvalg. Efter en periode som løsgænger meldte Laigaard sig ind i Socialdemokratiet.